# 엘도라도 (뉴욕)

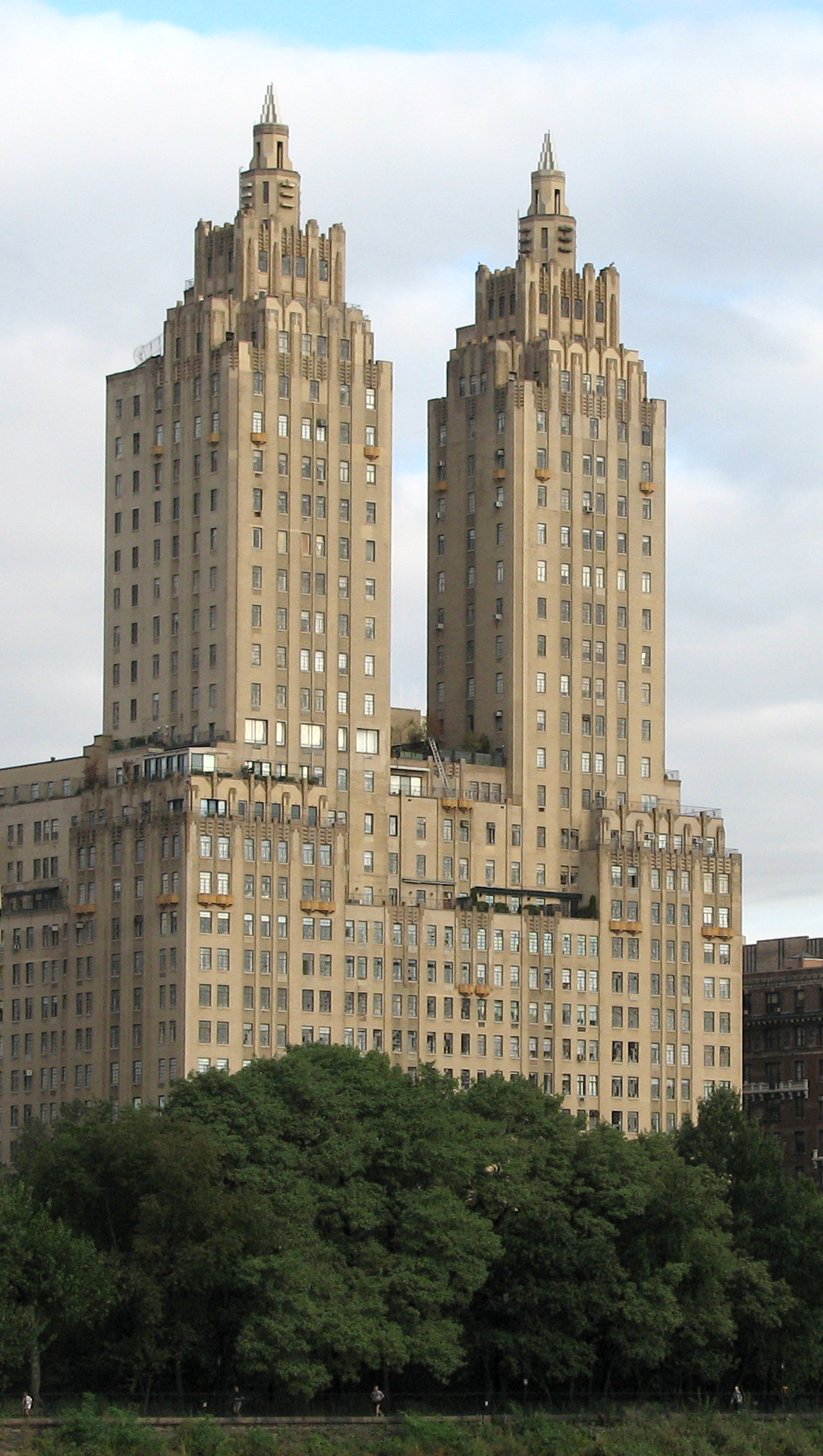
엘도라도

엘도라도(The Eldorado)는 뉴욕 어퍼웨스트사이드 센트럴 파크 부근에 위치한 쌍둥이 빌딩 형식의 고급 아파트이다. 아르 데코 형식으로 지어졌으며, 아파트에서는 센트럴 파크의 재클린 케네디 오나시스 저수지가 보인다.